# Elli Griff
Elli Griff (1963) è una scenografa britannica, candidata al Premio Oscar alla miglior scenografia per Napoleon.

## Biografia
Elli Griff si è laureata nel 1986 alla Central School of Art and Design di Londra. Successivamente ha incominciato a lavorare come scenografa a film come Il gladiatore, The Others, Black Hawk Down - Black Hawk abbattuto, Black Dahlia e L'amore ai tempi del colera. Nel 2024 è stata candidata al Premio Oscar alla miglior scenografia per Napoleon di Ridley Scott.

## Filmografia

### Cinema
- Scandal - Il caso Profumo (Scandal), regia di Michael Caton-Jones (1989)
- Suore in fuga (Nuns on the Run), regia di Jonathan Lynn (1990)
- Sua maestà viene da Las Vegas (King Ralph), regia di David S. Ward (1991)
- Captives - Prigionieri (Captives), regia di Angela Pope (1994)
- Never Ever, regia di Charles Finch (1996)
- Un marito ideale (An Ideal Husband), regia di Oliver Parker (1999)
- Il caso Winslow (The Winslow Boy), regia di David Mamet (1999)
- Captain Jack, regia di Robert Young (1999)
- Il gladiatore (Gladiator), regia di Ridley Scott (2000)
- The Others, regia di Alejandro Amenábar (2001)
- Black Hawk Down - Black Hawk abbattuto (Black Hawk Down), regia di Ridley Scott (2001)
- The Medallion, regia di Gordon Chan (2003)
- Man on Fire - Il fuoco della vendetta (Man on Fire), regia di Tony Scott (2004)
- 'Dominion: Prequel to the Exorcist, regia di Paul Schrader (2005)
- Silence Becomes You, regia di Stephanie Sinclaire (2005)
- Black Dahlia (The Black Dahlia), regia di Brian De Palma (2006)
- Eragon, regia di Stefen Fangmeier (2006)
- Until Death, regia di Simon Fellows (2007)
- L'amore ai tempi del colera (Love in the Time of Cholera), regia di Mike Newell (2007)
- Hellboy: The Golden Army (Hellboy II: The Golden Army), regia di Guillermo del Toro (2008)
- Prince of Persia - Le sabbie del tempo (Prince of Persia: The Sands of Time), regia di Mike Newell (2010)
- 47 Ronin, regia di Carl Rinsch (2013)
- Edge of Tomorrow - Senza domani (Edge of Tomorrow), regia di Doug Liman (2014)
- Operazione U.N.C.L.E. (The Man from U.N.C.L.E.), regia di Guy Ritchie (2015)
- Miss Peregrine - La casa dei ragazzi speciali (Miss Peregrine's Home for Peculiar Children), regia di Tim Burton (2016)
- Ghost in the Shell, regia di Rupert Sanders (2017)
- Uncharted, regia di Ruben Fleischer (2022)
- Glass Onion: Knives Out (Glass Onion: A Knives Out Mystery), regia di Rian Johnson (2022)
- Napoleon, regia di Ridley Scott (2023)

### Televisione
- Jeeves and Wooster - serie TV, 12 episodi (1991-1993)
- A Masculine Ending, regia di Antonia Bird - film TV (1992)
- Deadly Summer, regia di Ian Emes - film TV (1997)
- Shockers - serie TV, episodio 1x03 (1999)
- The Rook - miniserie TV, 8 episodi (2019)
- The Dark Tower, regia di Stephen Hopkins - film TV (2020)

### Cortometraggi
- Ausflug, regia di Rainer Kaufmann (2001)

### Videoclip
- Kyoto - Hælos (2019)

## Riconoscimenti
- Premio Oscar
  - 2024 - Candidatura alla miglior scenografia per Napoleon
- Satellite Award
  - 2002 - Candidatura alla miglior scenografia per The Others